# Faissol Gnonlonfin
 (novembre 2019).
Faissol Gnonlonfin de son vrai nom Faissol Fahad Gnonlonfin  est un réalisateur et producteur béninois né en 1985 à Porto-Novo au Bénin.

## Biographie
Parti  au départ pour les études scientifiques, il change d’idée en 2006 et entre à l’Institut supérieur des métiers de l’audiovisuel (Isma) , une école de cinéma à Cotonou afin de se perfectionner dans le métier de la réalisation. Il entre en résidence, grâce à Africadoc (un programme français pour le développement du cinéma documentaire africain), et se perfectionne au métier de la réalisation en manipulant mieux la caméra .Titulaire du  master option documentaire de création à Grenoble en France, il est toujours attaché à ses origines béninoises avec la réalisation de son premier 52 minutes, Obalé le chasseur, un film dans lequel il parle de l’intronisation d’un villageois béninois dans la confrérie des chasseurs,.

## Filmographie
- 2012 : Obalé le chasseur
- 2013 : Sans ordonnance
- 2013 : Vues d'Afrique (film)|Vues d'Afrique
- 2014 : Souffrance est une école de sagesse (La)
- 2016 : Colère dans le vent (La)
- 2017 : Wallay
- 2017 : Dia
- 2017 : Vivre riche
- 2017 : Ma petite Haïti
- 2018 : Ma petite Haïti
- 2018 : Korèduga
- 2019 : Chez Nous!(Iwacu!)([projet de film])